# Kabupaten Lingga
Kabupaten Lingga är ett kabupaten i Indonesien.   Det ligger i provinsen Kepulauan Riau, i den västra delen av landet, 800 km norr om huvudstaden Jakarta. Antalet invånare är 89 456.